# Aeroporto Internazionale Benazir Bhutto
L'Aeroporto Internazionale Benazir Bhutto (in arabo بینظیر بھٹّو بین الاقوامی ہوائی اڈہ‎?) (ICAO: OPRN - IATA: ISB), precedentemente noto anche come Aeroporto Internazionale di Islamabad, è un aeroporto internazionale situato a 5 km da Islamabad, in Pakistan. L'aeroporto venne ridesignato in onore di Benazir Bhutto dal Primo ministro del Pakistan, Yusuf Raza Gillani il 21 giugno 2008.

## Strategia
L'aeroporto è diviso tra il normale traffico commerciale e le attività di uno squadrone aereo dalla Pakistan Air Force.

## Incidenti
- Il 20 aprile 2012 il volo Bhoja Air 213 si è schiantato in fase di atterraggio: al momento imperversava un temporale sull'aeroporto.